# Heidelberg (Minnesota)
Heidelberg és una població dels Estats Units a l'estat de Minnesota. Segons el cens del 2000 tenia 72 habitants.

## Demografia
Segons el cens del 2000, Heidelberg tenia 72 habitants, 25 habitatges, i 19 famílies. La densitat de població era de 53,5 habitants per km².
Dels 25 habitatges en un 52% hi vivien nens de menys de 18 anys, en un 76% hi vivien parelles casades, en un 0% dones solteres, i en un 24% no eren unitats familiars. En el 24% dels habitatges hi vivien persones soles el 8% de les quals corresponia a persones de 65 anys o més que vivien soles. El nombre mitjà de persones vivint en cada habitatge era de 2,88 i el nombre mitjà de persones que vivien en cada família era de 3,42.
Per edats la població es repartia de la següent manera: un 31,9% tenia menys de 18 anys, un 6,9% entre 18 i 24, un 33,3% entre 25 i 44, un 22,2% de 45 a 60 i un 5,6% 65 anys o més.
L'edat mediana era de 32 anys. Per cada 100 dones de 18 o més anys hi havia 133,3 homes.
La renda mediana per habitatge era de 56.094 $ i la renda mediana per família de 56.563 $. Els homes tenien una renda mediana de 38.750 $ mentre que les dones 26.250 $. La renda per capita de la població era de 17.389 $. Cap de les famílies estaven per davall del llindar de pobresa.

## Poblacions més properes
El següent diagrama mostra les poblacions més properes.